# Polanská niva
Polanská niva je národní přírodní rezervace poblíž městského obvodu Polanka nad Odrou města Ostrava v Moravskoslezském kraji. Oblast spravuje AOPK ČR Správa CHKO Poodří. Důvodem ochrany je jedinečná ukázka lužního lesa v nivě řeky Odry s četnými mrtvými rameny a meandrujícím tokem řeky.

## Historie

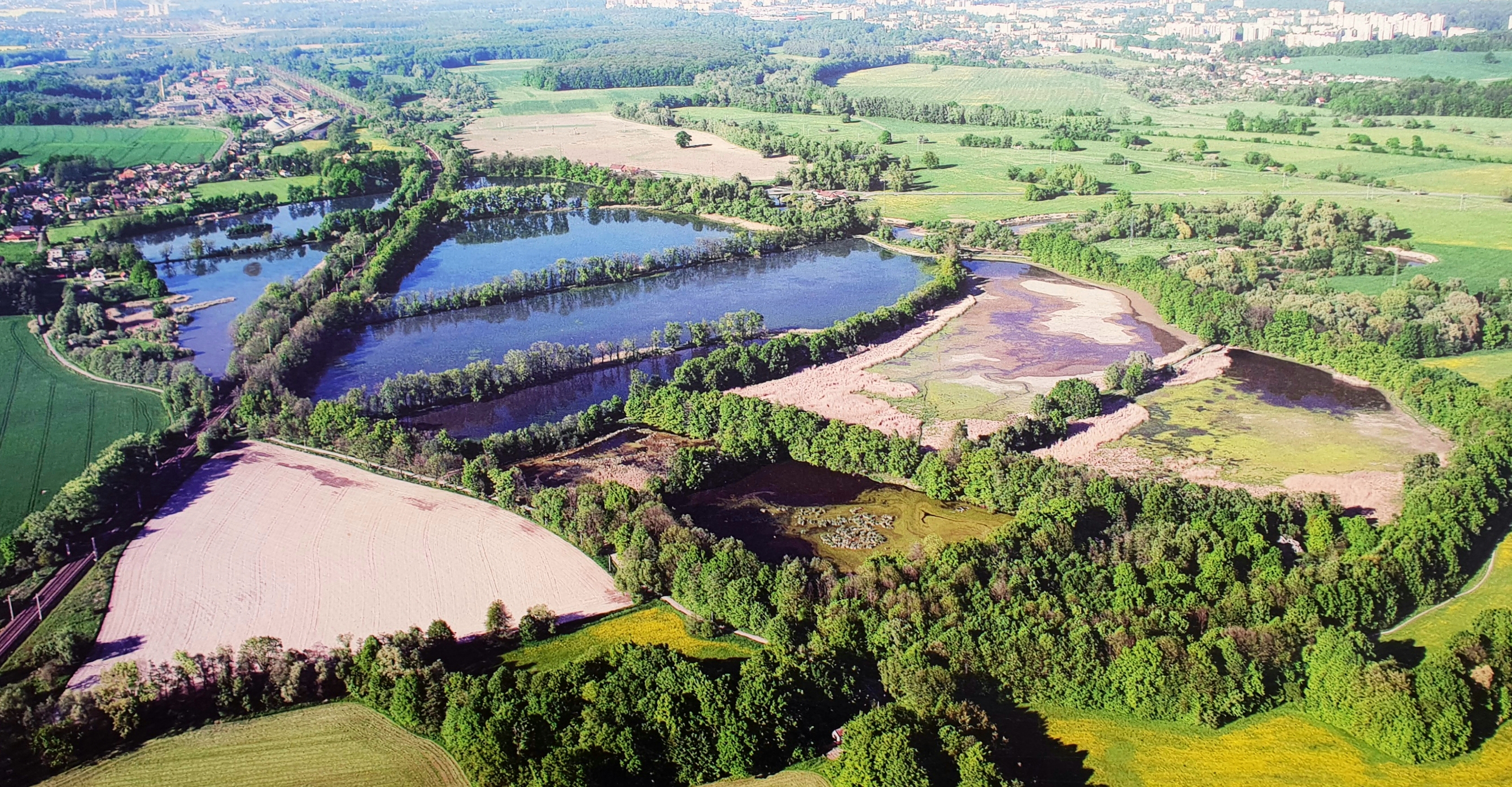
Letecký pohled na Polanskou nivu

Mezi lety 1976 až 1985 probíhaly přípravy pro vyhlášení rezervace a ochranného režimu. Prosadilo se vedení hranice chráněného území po levém břehu řeky Odry. Dne 12. června 1985 byl vyhlášen chráněný přírodní výtvor Polanská niva a tím došlo k přechodu na extenzivní péči o rybníky, lesy a louky, zrušil se chov kachen a zatravnily se dříve rozorané louky v okolí Blücherova lesa.
K 1. květnu 1991 vznikla chráněná krajinná oblast Poodří a chráněný přírodní výtvor Polanská niva byl zařazen do první zóny ochrany. Dne 1. června 1992 nabyl platnosti Zákon o ochraně přírody a krajiny, a na území  Polanské nivy začaly platit základní ochranné podmínky pro chráněnou krajinnou oblast. Dne 11. června 1992 byla Polanská niva převedena prováděcí vyhláškou ministerstva životního prostředí do kategorie národní přírodní rezervace.
Roku 1993 byla část chráněné krajinné oblasti Poodří o rozloze 5 450 hektarů spolu s celou Polanskou nivou zapsána na seznam mokřadů mezinárodního významu v rámci Ramsarské úmluvy. Dne 13. ledna 2005 byla vymezena ptačí oblast Poodří a o tři měsíce později, konkrétně 15. dubna 2005 byla vymezena také evropsky významná lokalita Poodří. Celá národní přírodní rezervace je jejich součástí.
K 1. březnu 2017 vstoupilo v platnost nové vyhlášení chráněné krajinné oblasti Poodří, díky kterému došlo ke změně hranic, vymezení nových zón odstupňované ochrany a stanovení nových ochranných podmínek.

## Přírodní poměry
Polanská niva se nachází na levém břehu toku Odry, v severní části CHKO Poodří, pod jehož správu spadá. Rozkládá se v jižní částí města Ostravy a mezi obcemi Stará Bělá, Polanka nad Odrou a Starou Vsí nad Ondřejnicí.

### Geologie
Území se nachází na rozhraní Českého masivu a vnějších Západních Karpat. Bazální podklad tvoří biotitické plagioklasové pararuly proterozoického stáří, na které v tzv. variské předhlubni nasedají devonské a karbonské sedimenty paleozoika. Z terciérních sedimentů neogenního stáří jsou zastoupeny zelenošedé písčité slíny a vápnité jíly s vložkami jemnozrnných písků. Tyto horniny jsou překryty sedimenty kvartéru, složenými ze dvou ostře ohraničených členů, jejichž rozhraní přibližně odpovídá nezvýšené hladině Odry. Bazální část tvoří fluviální pískoštěrky s nepravidelnými polohami jílovitých písků. Petrograficky převládají beskydské pískovce nad kulmskými sedimenty. Mezerní hmota je převážně písčitá s proměnlivým podílem jílu. Svrchní část rovinatého reliéfu údolní nivy pokrývají povodňové hlíny, které byly přeplaveny z okolních sprašových hlín přilehlého území Moravské brány.

### Podnebí
Území spadá do mírně teplé klimatologické oblasti. Vyznačuje se dlouhým teplým a mírně suchým létem, krátkým přechodným obdobím s mírně teplým jarem, mírně teplým podzimem a krátkou mírně teplou a velmi suchou zimou s krátkým trváním sněhové pokrývky. Průměrné červencové teploty dosahují 17–18 °C, lednové −2 až −3 °C. Průměrné roční srážky dosahují 700–800 milimetrů, nejdeštivějšími měsíci jsou červen a červenec. V průběhu celého roku převládá jihozápadní a západní proudění.

### Flóra

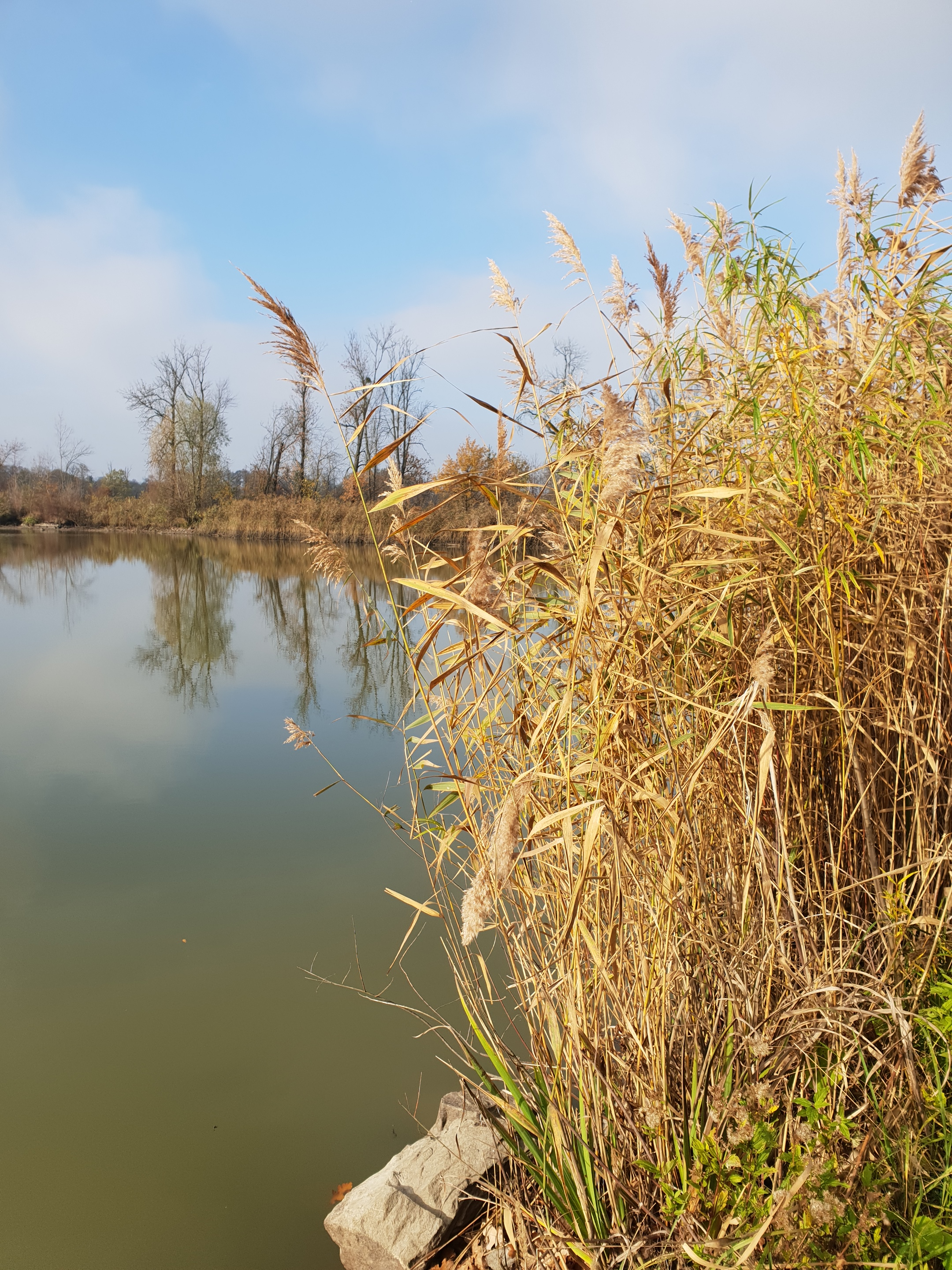
Rákos obecný

Ve vodním toku se roztroušeně vyskytuje stolístek klasnatý (Myriophyllum spicatum). V nejnižší úrovni vegetace bahnitých náplavů, které se objevují jen v období nejnižších vodních stavů, se vyskytují např. svazy Bidention tripartitae a Chenopodion rubri. Bahnité náplavy o něco výše úzce sousedí s pásem říčních rákosin s dominující chrasticí rákosovitou. Na nižších částech náplavů v korytě toku se vyskytují invazní druhy slunečnice topinambur (Helianthus tuberosus)a křídlatky japonské (Reynoutria japonica). Bylinné lemy nížinných řek se vyskytují ve vyšších partiích říčního koryta a v loukách poblíž Odry.
Charakteristickým druhem v letněných rybnících (nikdy však nejsou letněny všechny rybníky současně) jsou např. myší ocásek nejmenší (Myosurus minimus), blatěnka vodní (Limosella aquatica), úpor peprný (Elatine hydropiper). Na Zimním rybníku (v pozdějším období) se vyskytují např. bahnička vejčitá (Eleocharis ovata), šáchor hnědý  (Cyperus), ostřice česká (Carex bohemica, syn.: Carex cyperoides, Vignea bohemica), také se tu v hojném počtu vyskytoval úpor kuřičkovitý. V zarostlých litorálech rybníků se nacházejí porosty s rákosem obecným (Phragmites australis), orobincem širolistým (Typha latifolia)/úzkolistým (Typha angustifolia) a zblochanem vodním (Glyceria maxima). Na okrajových mělčinách se vyskytuje halucha vodní (Oenanthe aquatica), šípatka střelolistá (Sagittaria sagittifolia), žabník jitroceloví (Alisma plantago-aquatica), i se zastoupením vzácnějších druhů např. kamyšník vrcholičnatý (Bolboschoenus yagara), šmel okoličnatý (Butomus umbellatus).

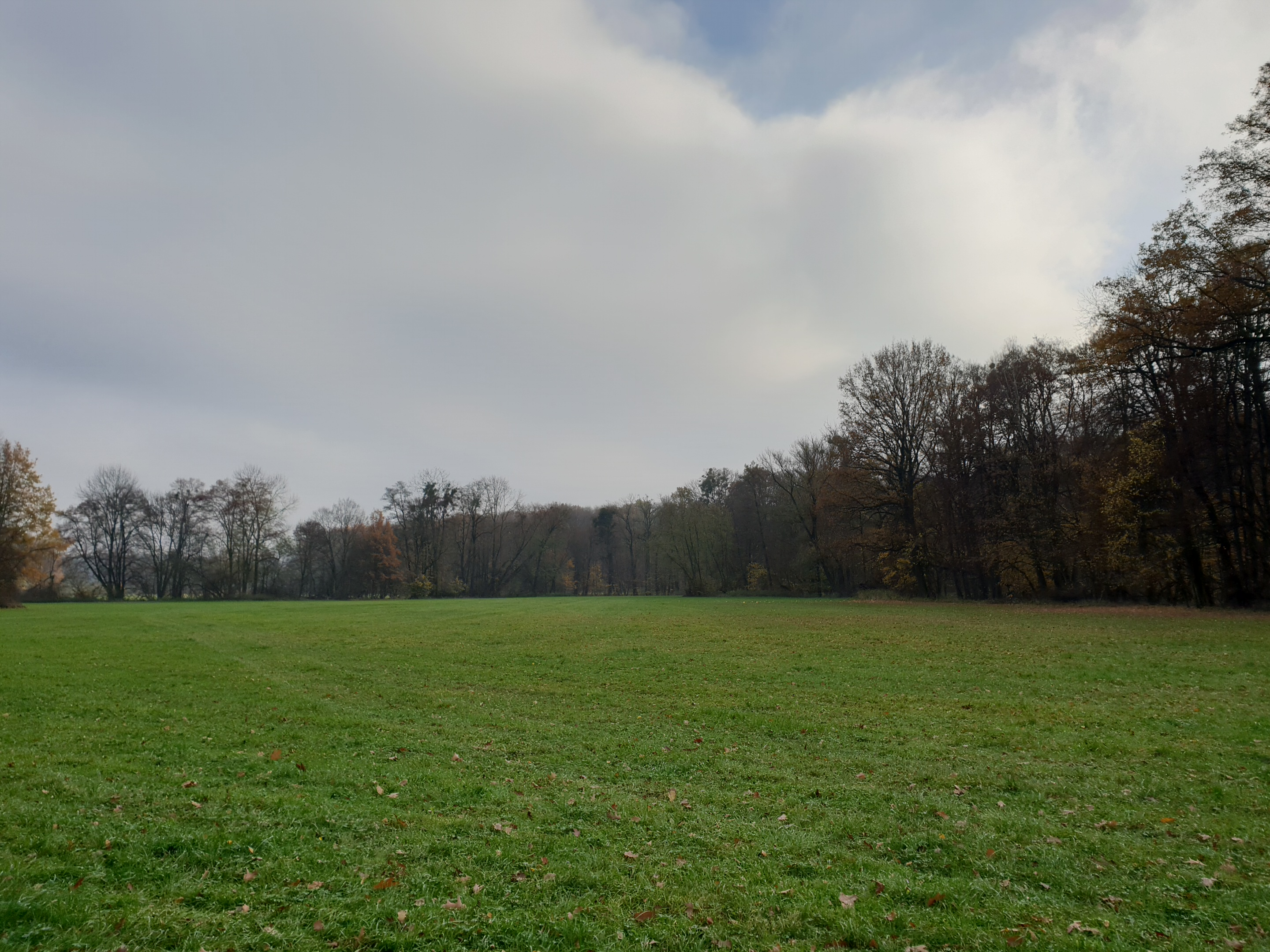
Louka

Ponořená, ve dně zakořeněná vegetace je hojně charakterizována výskytem řečanky menší (Najas minor, syn. Caulinia minor), řečanky přímořské (Najas marina) a rdestu světlého (Potamogeton lucens). Zakořeněná vegetace plovoucí na hladině je zastoupena kriticky ohroženou kotvicí plovoucí (Trapa natans), která se zároveň zde chová jako expanzivní druh a musí proto být každoročně kosena. Vegetace volně plovoucích vodních rostlin je zastoupena svazem Utricularion vulgaris s hojnými porosty bublinatky jižní v mělčinách a svazem Lemnion minoris, společensky drobných rostlin s velmi vzácnou asociací s nepukalkou plovoucí (Salvinia natans).
Blucherův les je ročně mělce zaplavován. Zjara je charakterizován druhově bohatým bylinným patrem s velikým výskytem sněženek (Galanthus) a česneku medvědího (Allium ursinum) či roztroušeným výskytem karpatských prvků jako je třeba kyčelnice žláznatá (Dentaria glandulosa), zapalice žluťuchovitá (Isopyrum thalictroides) či hvězdnatec zubatý (Hacquetia epipactis). V létě kvete lilie zlatohlavá (Lilium martagon) a kruštík polabský (Epipactis albensis).

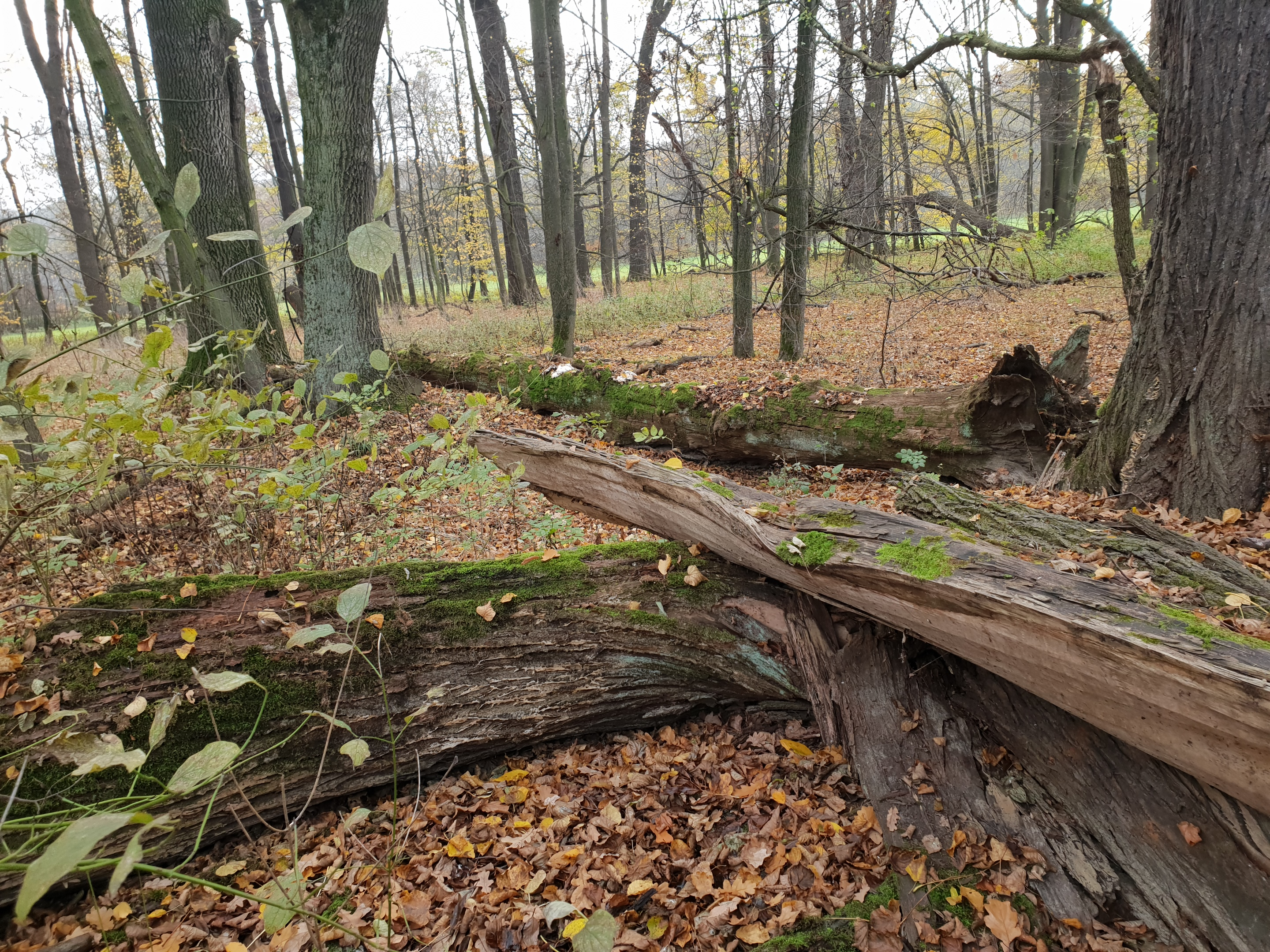
Ponechání lesa samovolnému vývoji

Louky jsou součástí přirozeně zaplavovaného pásu luk v CHKO Poodří. Na vlhčích lokalitách se vyskytují aluviální psárkové louky, případně vlhké meduňkové louky. Výjimečně výskyt ovsíkových luk. Na loukách se vyskytuje přibližně 200 druhů cévnatých rostlin (nadmutice bobulnatá (Cucubalus baccifer L.), sněženka podsněžník (Galanthus nivalis), oman vrbolistý (Inula salicina), záraza devětsilová (Orobanche).

### Fauna
Polanská niva poskytuje díky četným rybníkům a lužním tůním útočiště mnohým vodním a vlhkomilným druhům. Zejména se zde daří měkkýšům a obojživelníkům. Zaznamenán je tady výskyt až 10 druhů obojživelníků. Nejpočetnější je kuňka ohnivá (Bombina bombina), dále skokan zelený (Pelophylax esculentus) a rosnička zelená (Hyla arborea). Významnými druhy jsou zde čolek velký (Triturus cristatus) a blatnice skvrnitá (Pelobates fuscus). Rákosiny na březích rybníků jsou hnízdištěm významných druhů vodních ptáků. Hnízdí tady např. moták pochop (Circus aeruginosus), bukáček malý (Ixobrychus minutus) a chřástal malý (Porzana parva). V rákosinách byly nalezeny i vzácné druhy pavouků, jako je plachetnatka rákosní (Donacochara speciosa) nebo plachetnatka pobřežní (Kaestneria pullata). Na písčito-kamenitých náplavách řeky Odry se z nachází pavouci charakterističtí pro klimaxová stanoviště. Konkrétně slíďák skvrnitý (Arctosa maculata) a mikarie záhadná (Micaria nivosa). Hojně se zde také vyskytují netopýři. Prokázal se výskyt zhruba 12–14 druhů netopýrů. Např. netopýr ušatý (Plecotus auritus), netopýr vodní(Myotis daubentonii), netopýr hvízdavý (Pipistrellus pipistrellus) a netopýr rezavý (Nyctalus noctula). Kvůli dlouhodobému obhospodařování zdejších luk zde bohužel již není tak zastoupena motýlí fauna. Např. modrásek bahenní (Phengaris nausithous) v roce 2004 z rezervace zcela vymizel.

### Rybníky
Polanecká rybniční soustava se skládá z pěti rybníků: Velký Váček, Malý Váček, Oderský Váček, Kačírek a Zimní. Všechny jsou napájeny vodou z řeky Odry, a to prostřednictvím až 20 km dlouhých náhonů (Mlýnka a Polančice). Bohaté rybniční ekosystémy jsou domovem vzácných rostlinných společenstev a poskytují vhodné podmínky pro rozmnožování obojživelníků a hnízdění vodních ptáků.

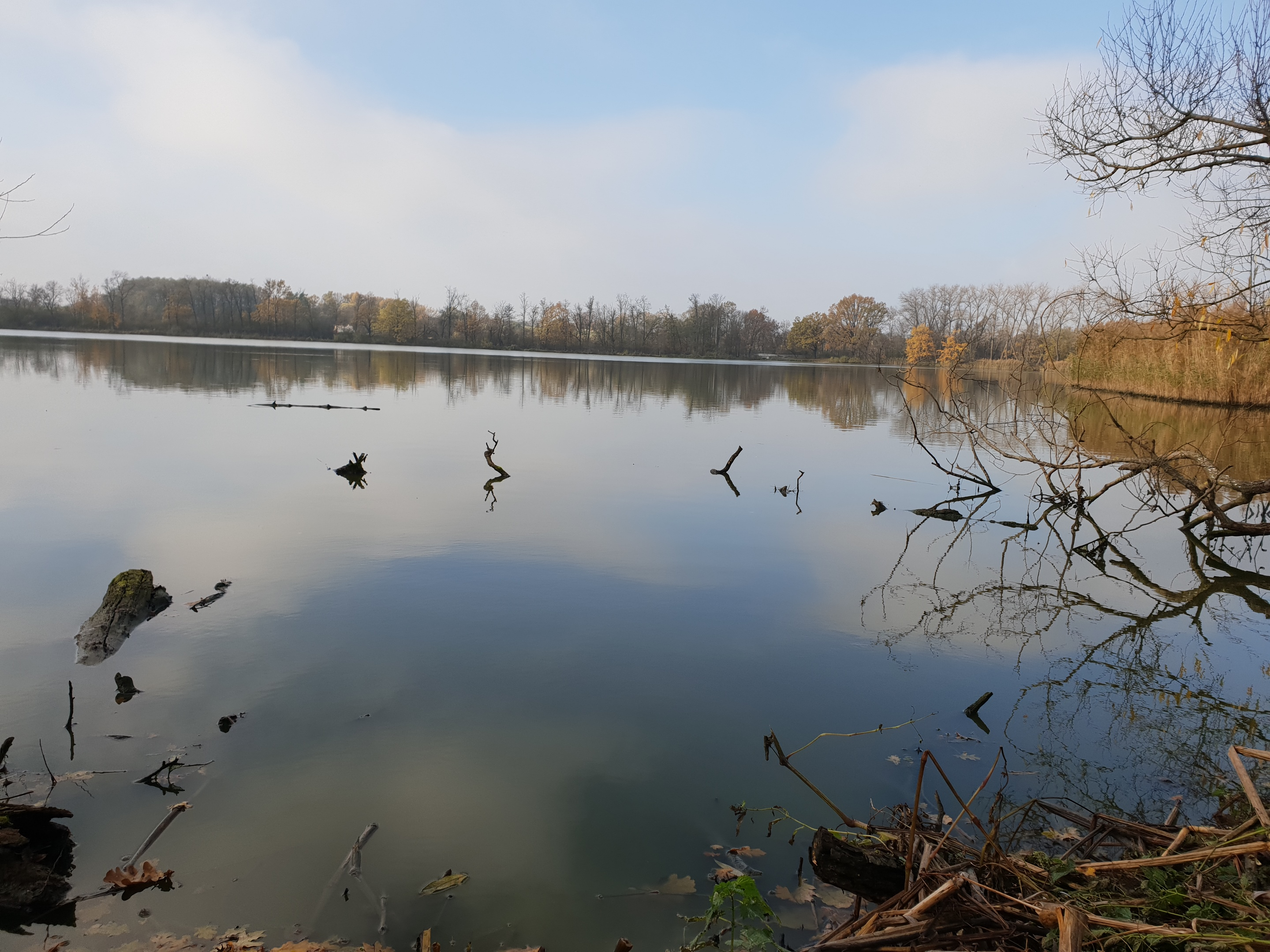
Rybník Velký Váček
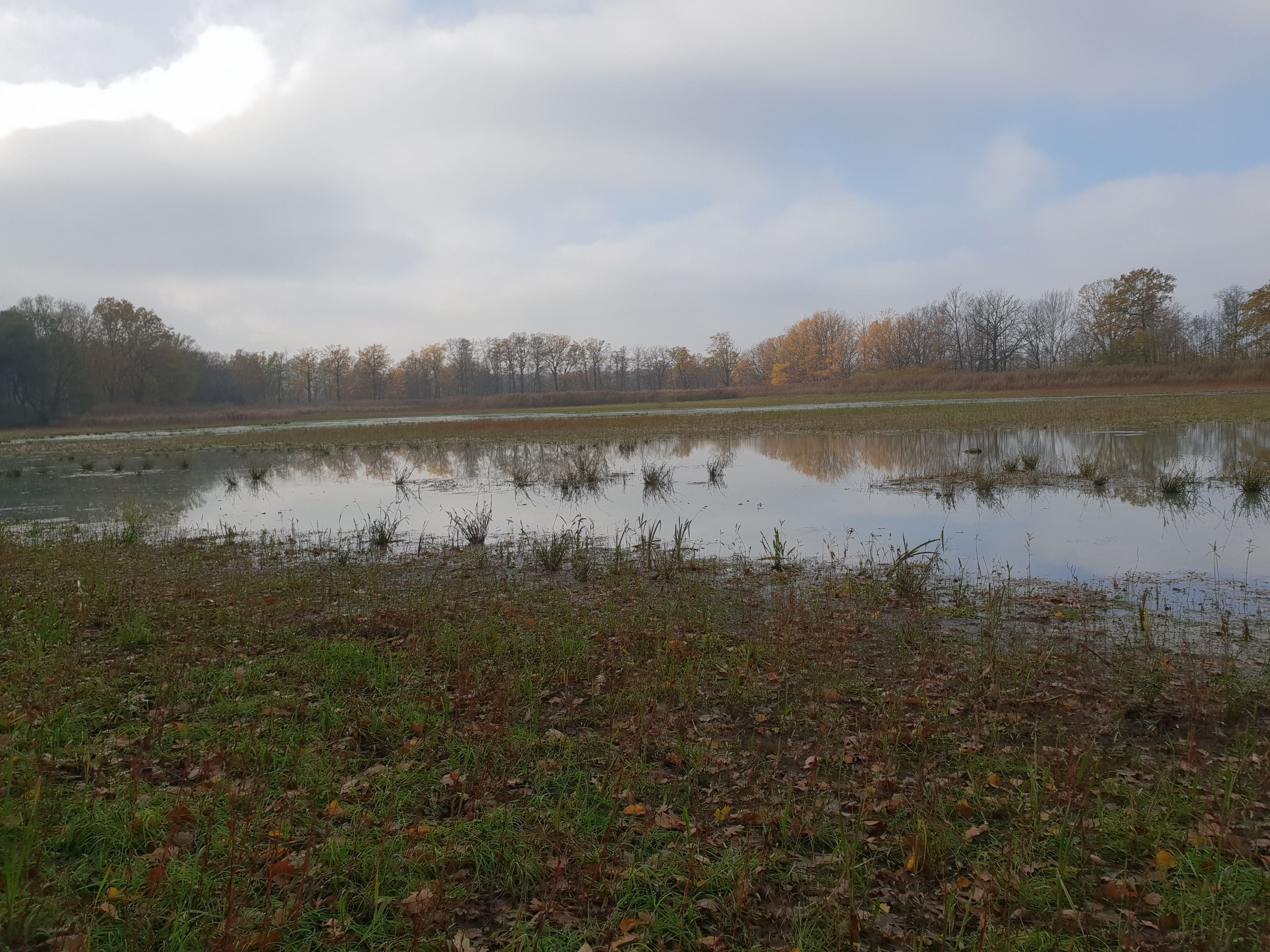
Velký Budní rybník
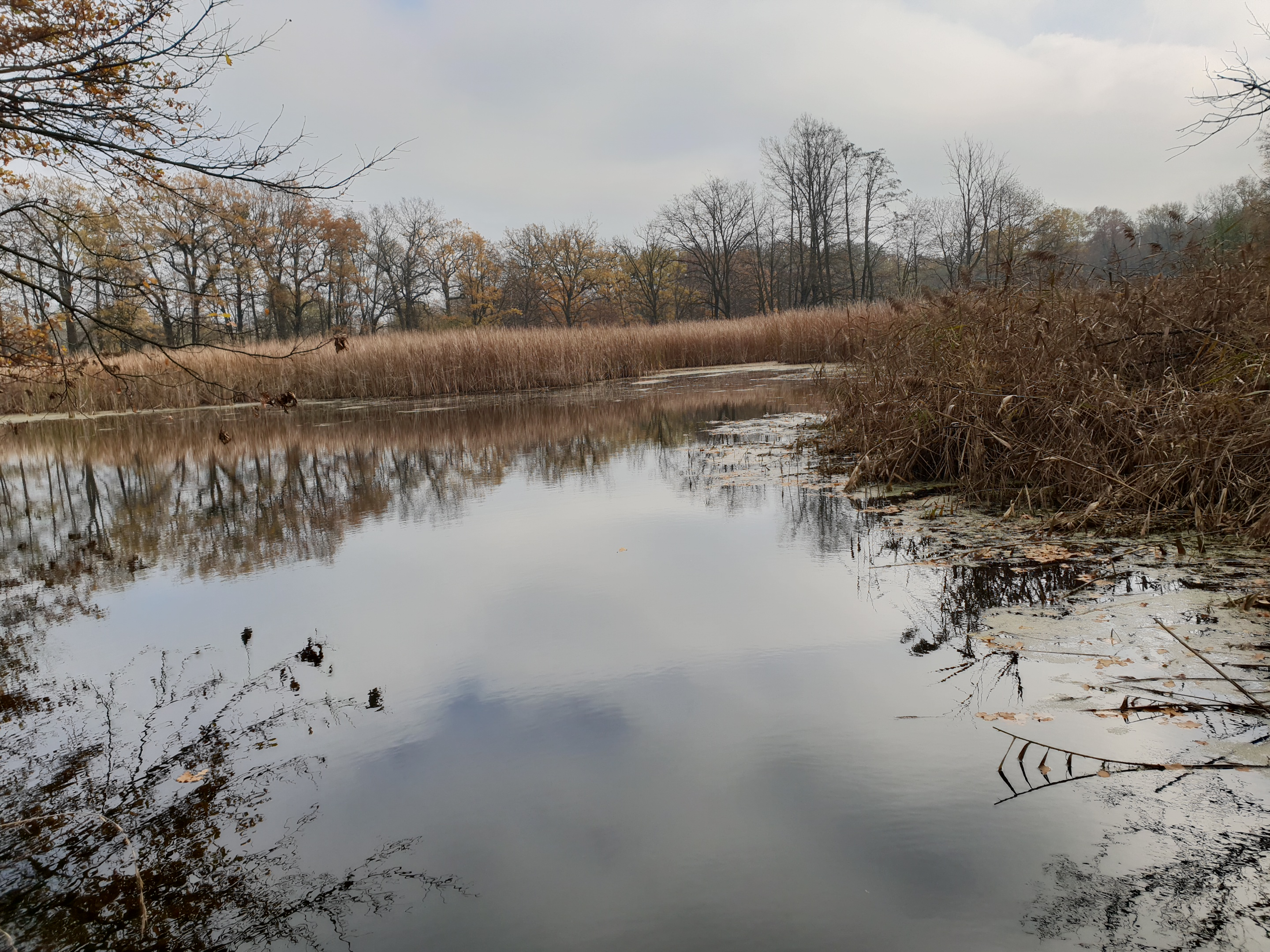
Malý Budní rybník
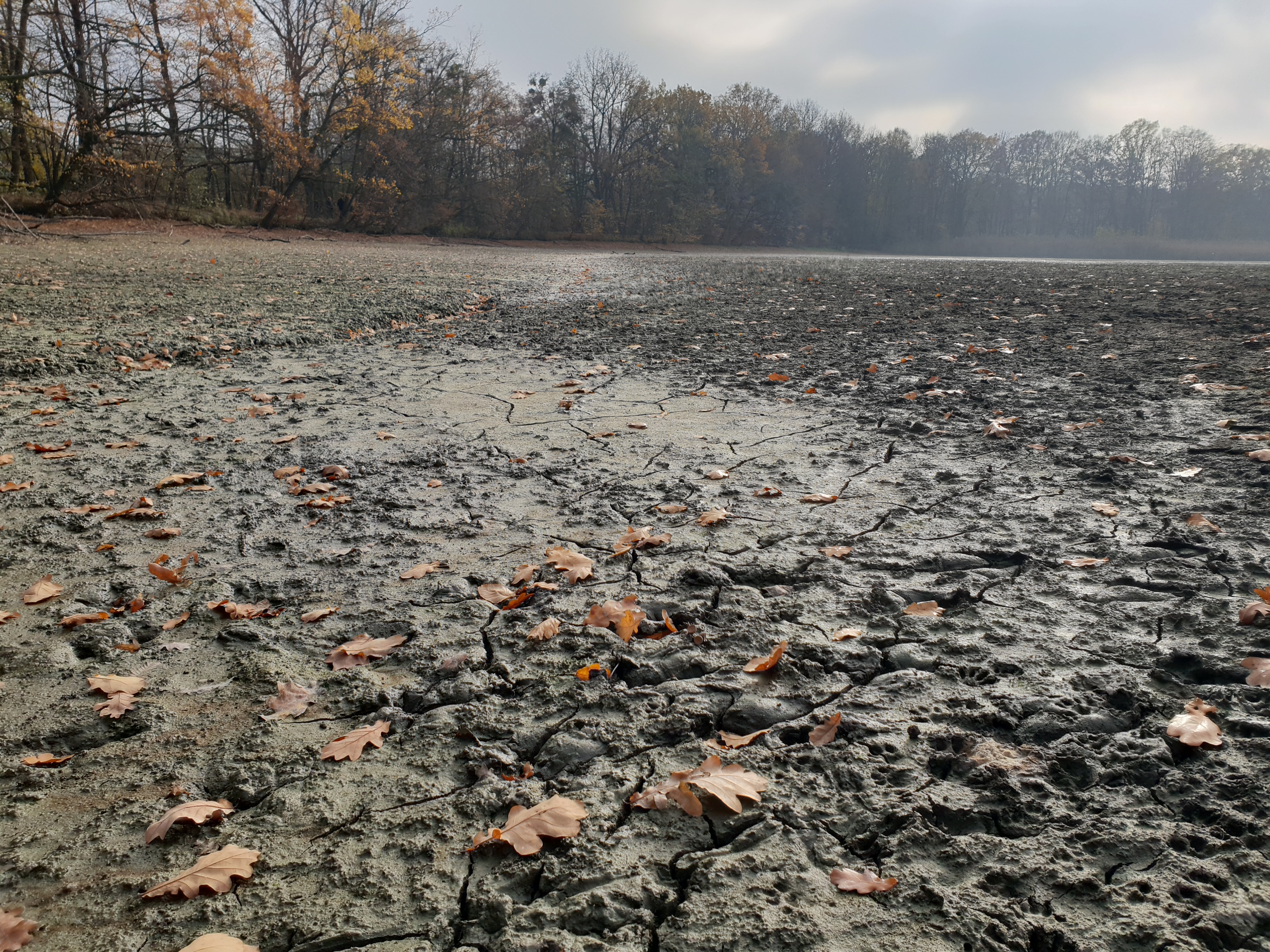
Vyschlé dno rybníka Kačírek

## Ochrana přírody

### Cíle ochrany

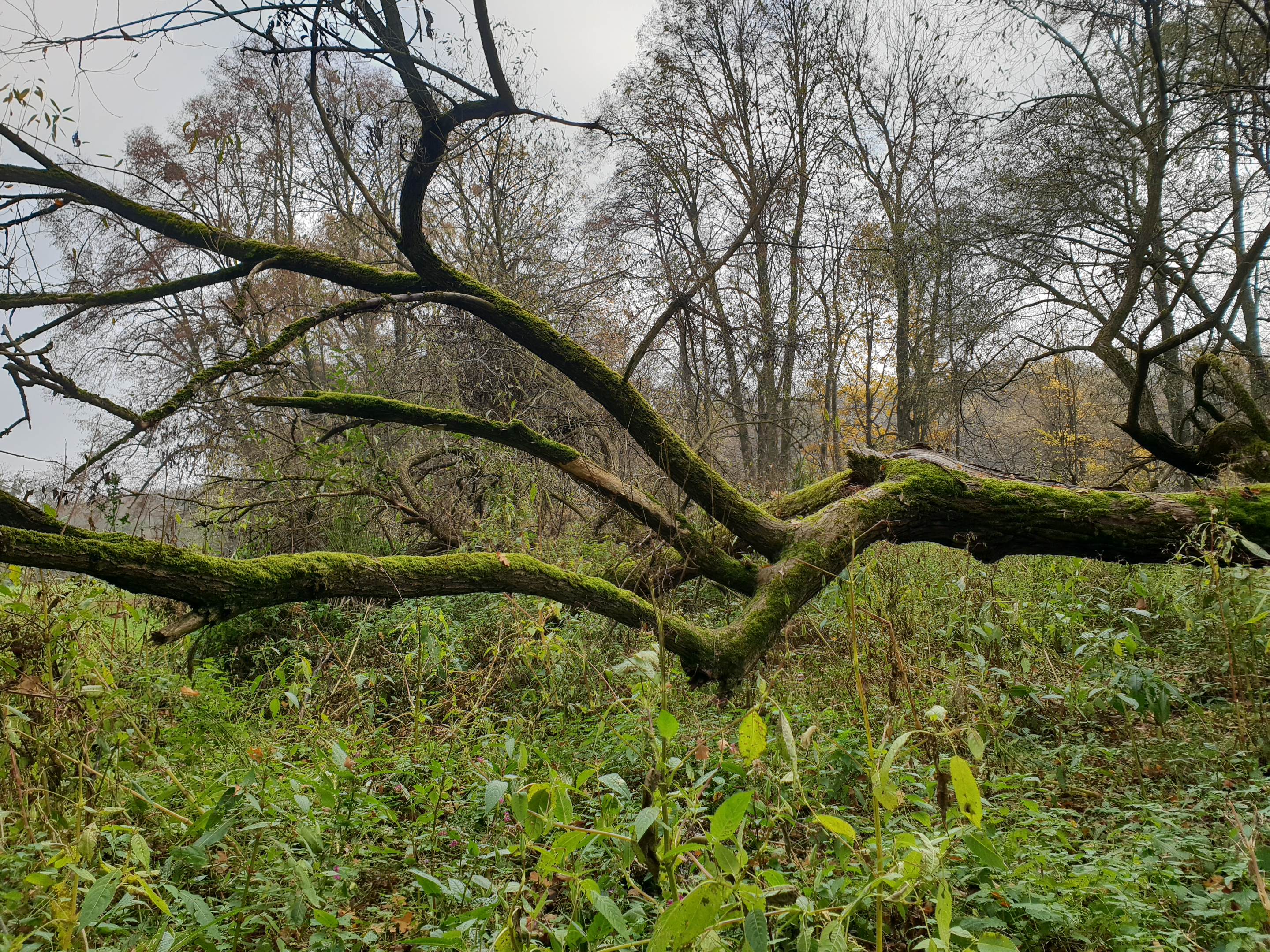
Ukázka bezzásahového režimu v lese

Cílem ochrany NPR Polanská niva je zlepšování nebo uchování dochovaného stavu přírody, zejména udržení biologické rozmanitosti či zamezení šíření invazních druhů a jiným negativním změnám, které mohou vést k ničení či poškození jednotlivých složek přírody. Zároveň zachování přirozeného záplavového režimu území v závislosti na klimatických odchylkách jednotlivých sezón.
Tvrdý luh je chráněn pro spontánní procesy lesních ekosystémů ponecháním lesních porostů samovolnému vývoji. Tento bezzásahový režim vede ke zvýšení mozaikovosti struktury, maloplošné prostorové diferenciaci porostů a díky tomu i ke zvýšení biodiverzity.
Cílem ochrany měkkého luhu je zachování jeho přirozeného procesu spontánního vzniku, jeho vývoje, ale i zániku fragmentů na náplavech v korytě řeky Odry.
Koryto Odry je nutné chránit pro nerušený vývoj přirozeně vznikajících meandrů včetně procesu vzniku a vývoje odstavených říčních ramen. Podstatná je i přirozená sukcese rostlinných společenstev na všech výškových úrovních říčních náplavů (bez vlivu expanzí nepůvodních invazních druhů).

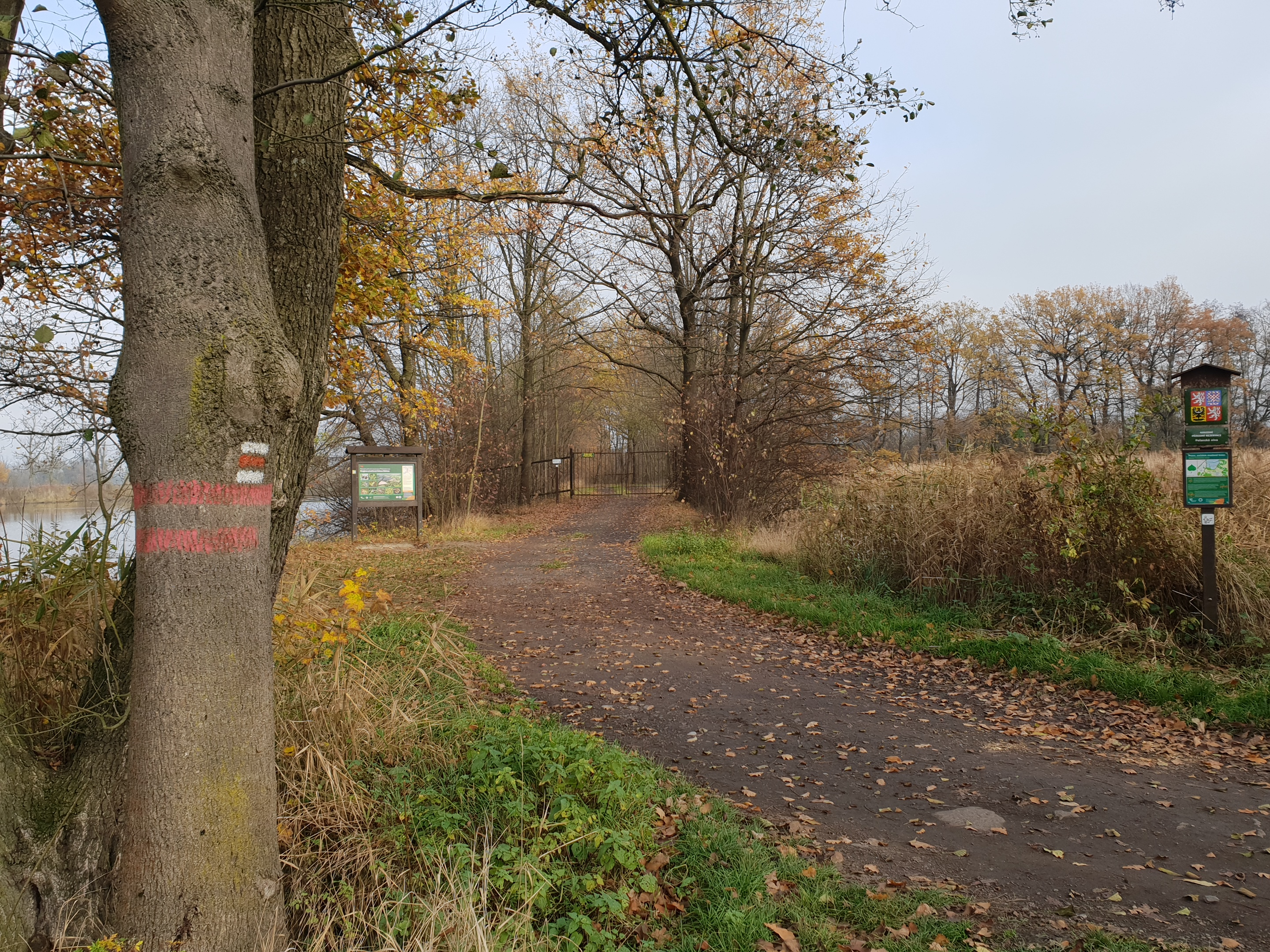
Vstup do NPR
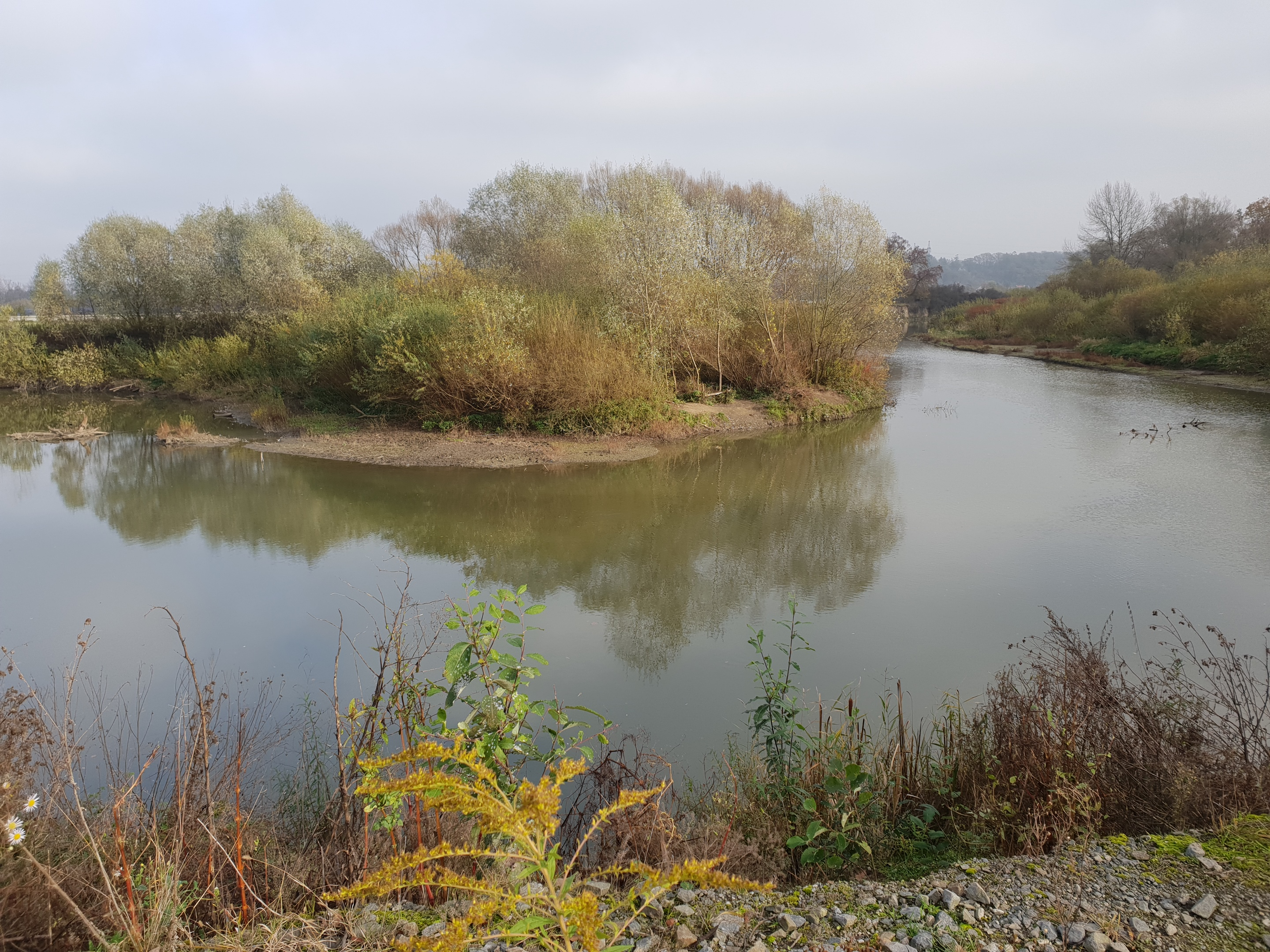
Meandrující rameno Odry
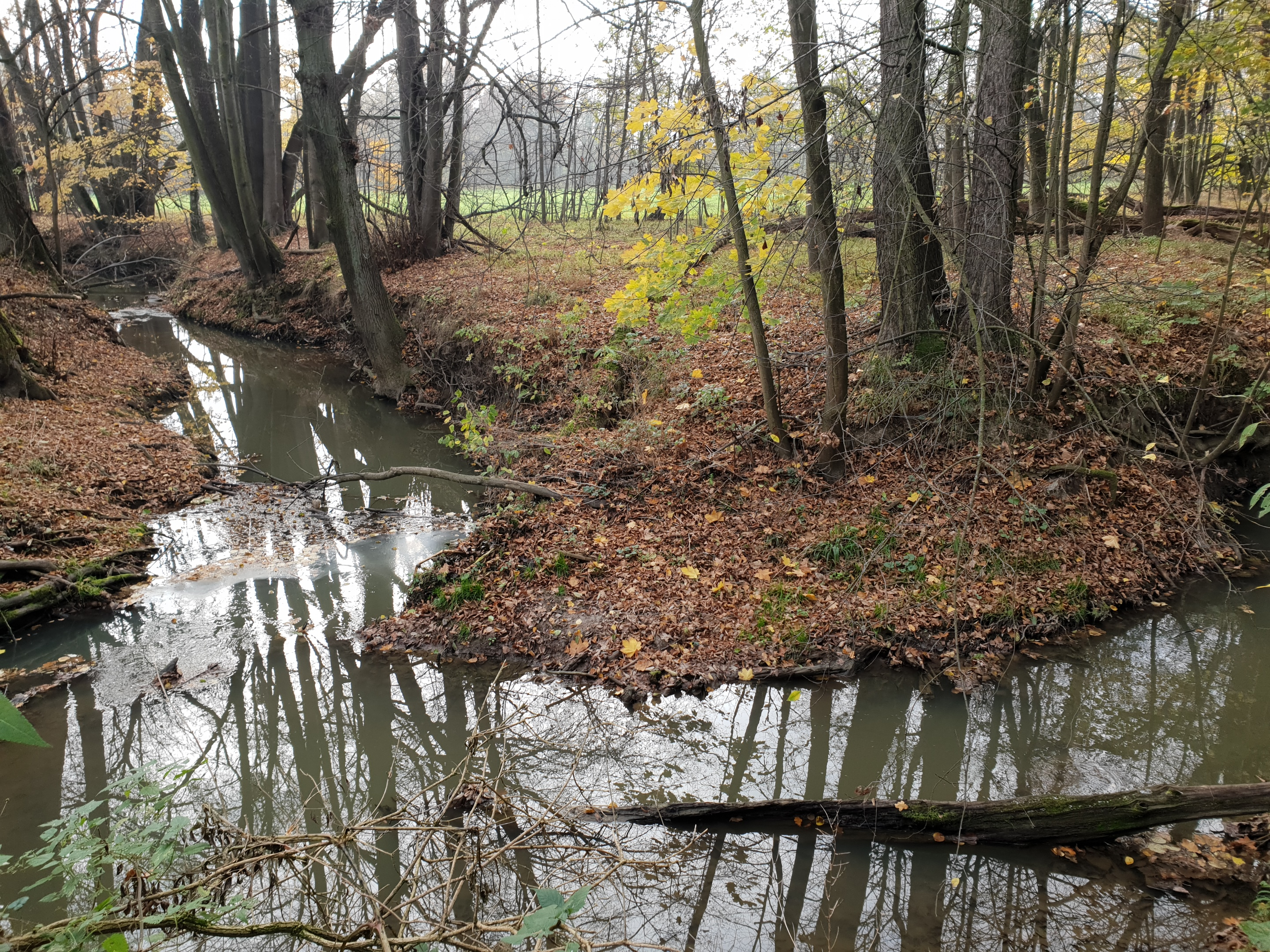
Meandrující Polančice

U rybníků je podstatné zachování přírodě blízkých a zároveň druhově bohatých rybničních ekosystémů se vzácnými rostlinnými společenstvy a druhy. Rybníky hrají důležitou roli při rozmnožování obojživelníků a hnízdění mnoha druhů vodního ptactva. Také je zde snaha o obnovu populací parožnatek a úporu kuřičkového.
Louky jsou hlavně chráněny pro druhově bohaté luční ekosystémy se zastoupením vzácných a zvláště chráněných druhů rostlin a zvýšení druhové diverzity bezobratlých živočichů.

### Ochranný management
Louky se v ochranném pásmu kosí dvakrát ročně a pokosená hmota se odklízí mimo území rezervace. Některé z luk se však s ohledem na vysoký stupeň degradace kosí plošně až třikrát ročně pro obnovu porostu do podoby druhově bohaté louky.
V lesích se hospodaří dle schválených lesních hospodářských osnov a lesního hospodářského plánu. V rámci případné obnovy porostu se využívá clonná seč s ponecháním vybraných jedinců na dožití.
V korytě Odry se provádí likvidace porostů křídlatky a topinamburů v souladu s rámcovými směrnicemi pro péči o rostliny. Pravidelně se zde odstraňují drobná nová ohniska na nejnižších částech náplavů, při likvidaci rozsáhlých starších ohnisek se postupuje etapách ve směru od meandrů při horní hranici rezervace. Ošetřuje se celé, souvislé meandrující koryto, nikoli jen jeho oddělené fragmenty v ochranném pásmu. Přirozená rostlinná společenstva v korytě Odry se ponechávají bez zásahu.
Napouštění rybníků se provádí střídavě s Kačírkem, tj. v daném roce bude jeden z rybníků napouštěn v březnu, druhý pozvolna v rozmezí první dekády května až konce června a následující rok se rybníky vystřídají. Vypouštění je možné pouze při podzimních výlovech (říjen–listopad). V letech s březnovým napouštěním je zakázána manipulace s vodní hladinou v období hnízdění ptáků, tj. od 1. dubna do 15. července.

## Turismus
Pohyb turistů v rezervaci může mít negativní vliv na zdejší území. Často zabraňuje přirozené obnově lesních společenstev například sešlapem a sběrem rostlin, krádežemi dřeva (které je podstatné pro rozvoj saproxylických a fytofágních druhů brouků). Zároveň vlivem turistického ruchu dochází k narušení obnovy vodního ptactva. Území je také mírně znečištěno jednotlivými odpadky, které se nejvíce nacházejí podél turisticky využívaných cest.

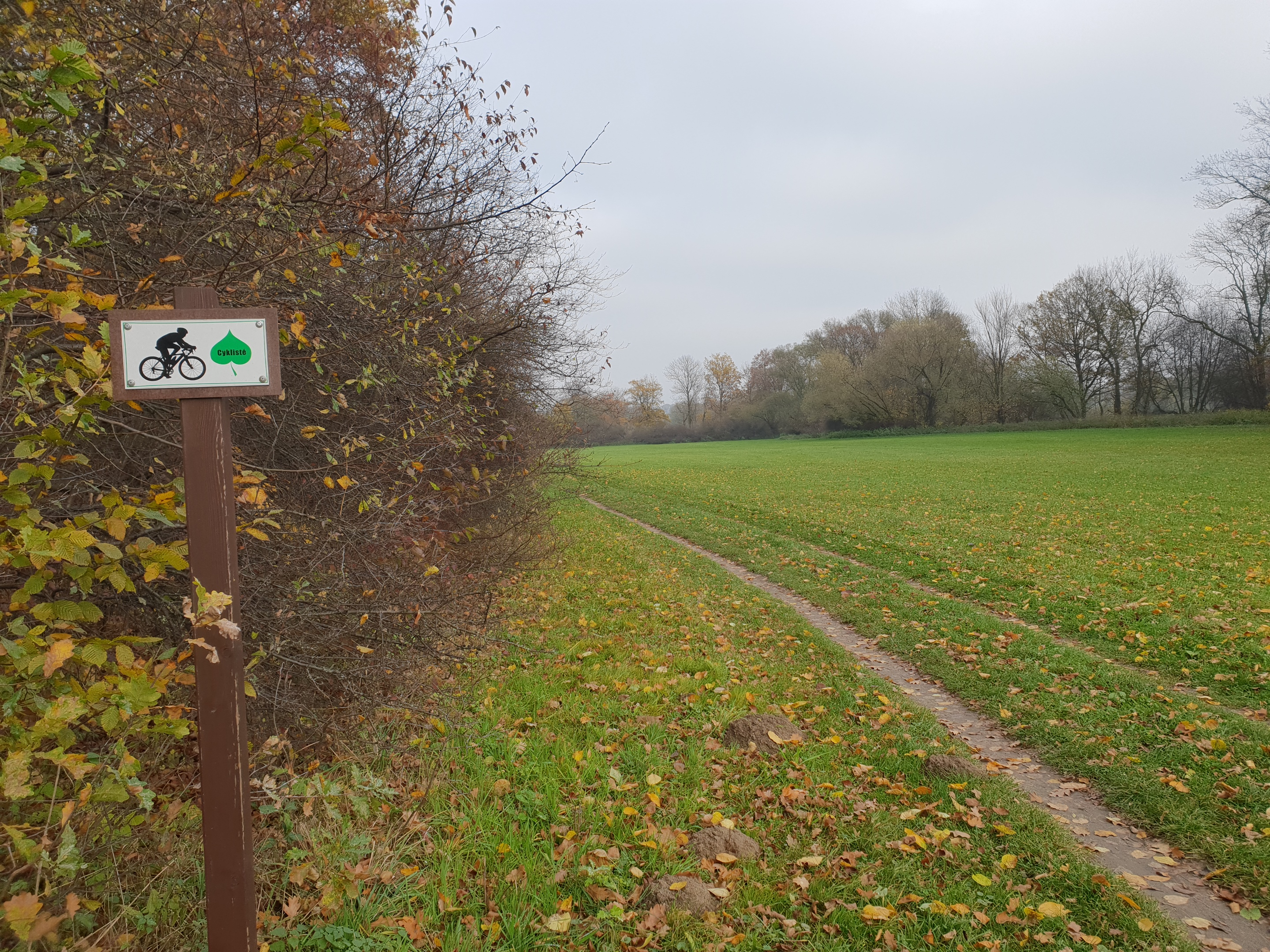
Cyklistická stezka se značením

### Historie turismu
V devadesátých letech 20. století v národní přírodní rezervaci došlo k velkému nárůstu návštěvníků. Do té doby území využívali především myslivci a rybáři. S nárůstem turistů byly instalovány informační panely a vyznačeny turistické trasy, které byly využívány téměř výhradně cyklisty. To však představovalo velký problém jak pro pěší turisty, tak pro samotnou rezervaci. Kvůli častému průjezdu cyklistů totiž docházelo k rozrušování rybničních břehů. Trasa proto byla přeznačena mimo rezervaci a vjezdy byly opatřeny zákazovými značkami. Tím se nápor cyklistů podařilo dočasně omezit. Na nátlak veřejnosti byl ale vjezd cyklistům (s výjimkou cesty do Blücherova lesa) opět povolen. Od roku 2014 byly původní informační panely postupně nahrazovány aktuálními panely s informativním a edukativním charakterem.